# Frieden von Konstantinopel (1879)

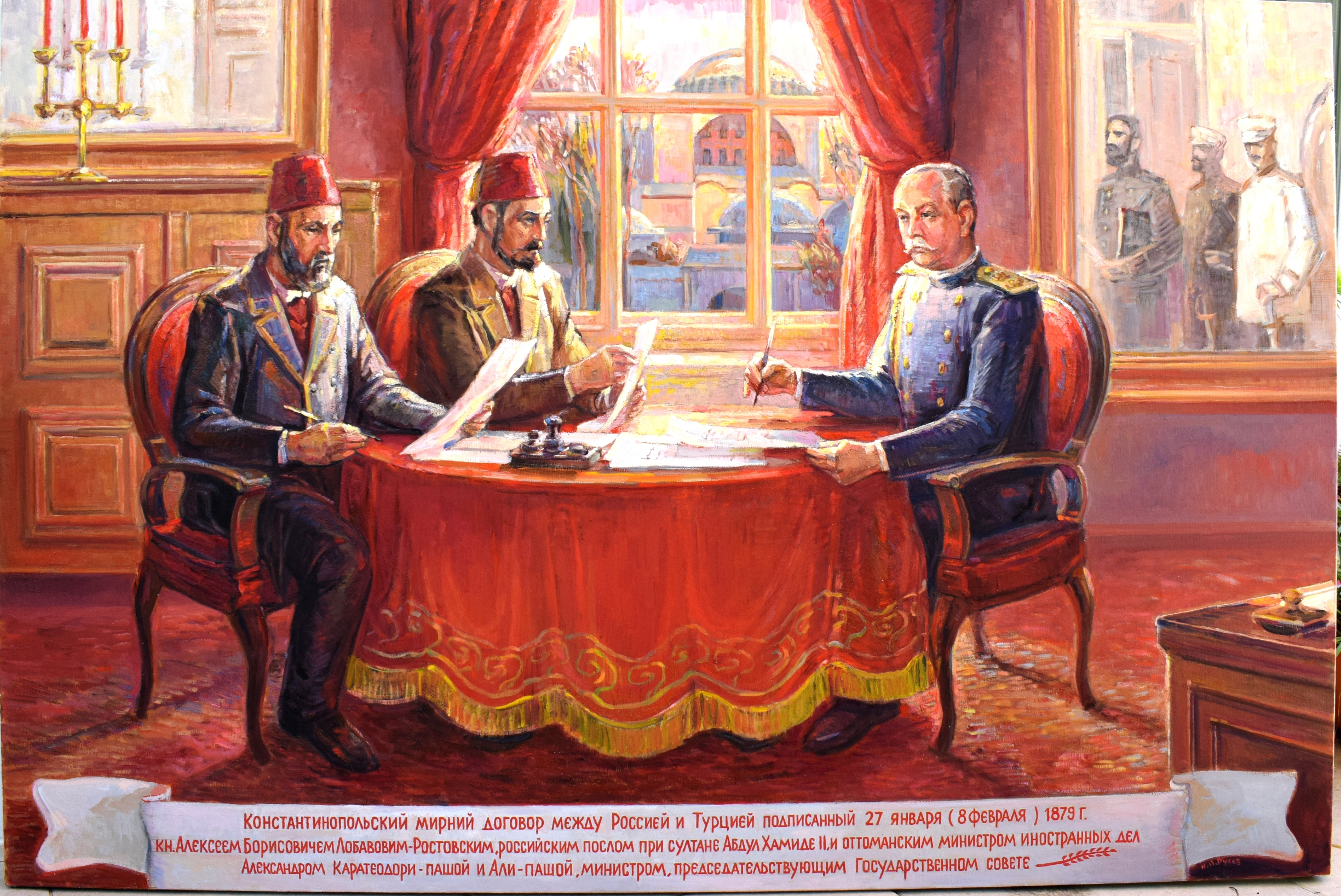
Unterzeichnung des Vertrags am 27. Januar 1879. Gemälde im Panorama Military History Museum, Pleven, Bulgarien.

Der Friedensvertrag von Konstantinopel  war ein am 8. Februar 1879 in Konstantinopel unterzeichneter Vertrag zwischen dem Russischen Reich und dem Osmanischen Reich.
Der Vertrag wurde von Alexei Lobanow-Rostowski, dem russischen Botschafter am Hof von Sultan Abdülhamid II., sowie vom osmanischen Außenminister Alexander Karatheodori Pascha und Ali Pascha, dem Vorsitzenden des osmanischen Staatsrates, unterzeichnet.
Er gilt als direkte Fortsetzung des Vertrags von San Stefano und diente der endgültigen Festlegung einzelner Modalitäten und Bestimmungen, die im Kontext des Russisch-Osmanischen Krieges 1877–1878 verhandelt worden waren.
Die Bestimmungen zu Kriegsentschädigungen waren Gegenstand weiterer Regelungen 1882 und 1912 (Schiedsgericht in Den Haag)

## Bestimmungen des Vertrags
Originaltext (französisch) mit deutscher (juristisch nicht authentischer) Hilfsübersetzung (DeepL-Entwurf, korrigiert). Weitere Fassungen liegen auf Russisch, Englisch und Türkisch vor. 
| Français | Deutsch |
| --- | --- |
| ART. I. Il y aura désormais paix et amitié entre les deux Empires. | Artikel 1 Von nun an wird Frieden und Freundschaft zwischen den beiden Reichen herrschen. |
| ART. II. Les deux Puissances sont d'accord pour déclarer que les stipulations du Traité de Berlin, intervenu entre les sept Puissances, ont remplacé les articles des préliminaires de paix de San Stéfano, qui ont été abrogées ou modifiées par le Congrès. | Artikel 2 Die zwei Mächte stimmen darin überein, dass die Bestimmungen des Berliner Vertrags, der zwischen den sieben Großmächten ausgehandelt wurde, jene Artikel des Vorvertrags von San Stefano aufgehoben oder abgeändert haben, die durch den Kongress ersetzt oder verändert wurden. |
| ART. III. Les stipulations du traité de San Stefano qui n'ont pas été abrogées ou modifiées par le Traité de Berlin sont réglées définitivement par les articles suivants du présent Traité. | Artikel 3 Die Bestimmungen des Vertrags von San Stefano, die durch den Berliner Vertrag weder aufgehoben noch abgeändert wurden, sind/werden durch die folgenden Artikel dieses Vertrags endgültig geregelt. |
| ART. IV. Défalcation faite de la valeur des territoires cédés par la Turquie à la Russie en conformité du Traité de Berlin, l'indemnité de guerre reste fixée à la somme de e huit cent deux millions cinq cent mille francs. Le mode de paiement de cette somme et la garantie à y affecter, sauf les déclarations contenues dans le Protocole II du Congrès de Berlin, relativement à la question territoriale et aux droits des créanciers, seront réglées par une entente entre le Gouvernement de Sa Majesté l'Êmpereur [sic!, mit circonflexe] de toutes les Russies et celui de Sa Majesté l'Empereur [sic!, ohne circonflexe] des Ottomans. | Artikel 4 Nach durchgeführtem Abzug des Wertes der Gebiete, die die Türkei in Übereinstimmung mit dem Berliner Vertrag an Russland abgetreten hat, bleibt die Kriegsentschädigung festgesetzt auf den Betrag von achthundertzwei Millionen und fünfhunderttausend Franken. Die Zahlungsmodalitäten dieser Summe sowie die dafür zu gewährende Sicherheit, ohne/ausgenommen die im Protokoll II des Berliner Kongresses abgegebenen Erklärungen hinsichtlich der territorialen Frage und die Gläubigerrechte, werden durch eine Vereinbarung zwischen den Regierungen Seiner Majestät des Kaisers von ganz Russland/allen russisschen Ländern und Seiner Majestät des Kaisers der Osmanen festgelegt.   |
| ART. V. Les réclamations des sujets et institutions Russes en Turquie à titre d'indemnité pour les dommages subis pendant la guerre seront payées à mesure qu'elles seront examinées par l'ambassade de Russie à Constantinople et transmises à la Sublime Porte. La totalité de ces réclamations ne pourra en aucun cas dépasser er le chiffre de vingt-six millions sept cent cinquante mille francs. Le terme d'une année après l'échange des ratifications est fixé comme date à partir de laquelle les réclamations pourront être présentées à la Sublime Porte, et celui de deux ans comme date après laquelle elles ne seront plus admises.  | Artikel 5 Die Forderungen russischer Staatsangehöriger und Institutionen in der Türkei (unter dem Rechtsanspruch) auf Entschädigung für während des Krieges erlittene Schäden werden der Hohen Pforte übermittelt, sobald sie durch die Botschaft Russlands in Konstantinopel worden sind. Die Gesamthöhe dieser Ansprüche darf in keinem Fall den Betrag von sechsundzwanzig Millionen und siebenhundertunfünfzigtausend Franken überschreiten. Die Frist von einem Jahr nach der Einreichung der Forderungen wird als Datum festgelegt, nach dessen Beginn die Forderungen der Hohen Pforte vorgelegt werden können, und die Zweijahresfirst als Datum, nach dem sie nicht weiter angenommen werden. |
| ART. VI. Des commissaires spéciaux seront nommés par le Gouvernement Impérial de Russie et la Sublime Porte afin d'établir les comptes des frais résultant de l'entretien des prisonniers de guerre Ottomans. Ces comptes seront arrêtés à la date de la signature du traité de Berlin. On déduira les frais effectués par le Gouvernement Ottoman pour l'entretien des prisonnier's [sic!] Russes, et la somme qui en résultera, une fois établie, sera payée par la Sublime Porte en vingt-et-un termes égaux dans l'espace de sept années. | Artikel 6 Sonderkommissare werden sowohl von der Reichsregierung Russlands und der Hohen Pforte benannt werden, um die Kosten für die Versorgung osmanischer Kriegsgefangener abzurechnen. Die Abrechnungen werden mit dem Datum der Unterschrift des Berliner Vertrages abgeschlossen. Die vom Osmanischen Reich für die Versorgung russischer Gefangener getätigten Ausgaben werden abgezogen, und die sich ergebende Summe, nachdem sie festgestellt wurde, wird von der Hohen Pforte in einundzwanzig gleichen Raten über sieben Jahre hinweg bezahlt. |
| ART. VII. Les habitants des localités cédées à la Russie qui voudraient fixer leur résidence hors de ces territoires seront libres de se retirer, en vendant leurs propriétés immobilières. Un délai de trois ans leur sera accordé à cet effet à partir de la ratification du présent acte. Passé ce délai, les habitants qui n'auraient pas quitté le pays et leurs immeubles resteront sujets Russes. | Artikel 7 Bewohner der an Russland abgetretenen Gebiete, die das Gebiet verlassen möchten, dürfen frei ausreisen und ihr unbewegliches Eigentum verkaufen. Für diesen Zweck wird eine Frist von drei Jahren ab dem Datum der Ratifikation dieses Vertrags gewährt. Nach Ablauf dieser Frist gelten alle verbleibenden Bewohner, die nicht ausgewandert sind und ihr Eigentum nicht verkauft haben, als russische Untertanen. |
| ART. VIII. Les deux parties prennent mutuellement l'engagement de ne sévir ni de laisser sévir d'aucune manière contre les sujets Russes ou Ottomans qui auraient été compromis par leurs relations avec les armées des deux Empires pendant la guerre. Dans le cas où quelques personnes voudraient se retirer avec leurs familles à la suite des troupes Russes, les autorités Ottomanes ne s'opposeront pas à leur départ. | Artikel 8 Beide Vertragsparteien verpflichten sich gegenseitig, keine harten Maßnahmen gegen russische oder osmanische Untertanen einzuleiten oder in irgendeiner Weise einleiten zu lassen, die durch ihre Beziehungen zu den Armeen der beiden Reiche während des Krieges kompromittiert worden wären. Im Falle, dass einige Personen sich mit ihren Familien im Gefolge der russischen Truppen entfernen wollen, werden sich die osmanischen Behörden ihrer Abreise nicht entgegenstellen. |
| ART. IX. Une amnistie pleine et entière est assurée à tous les sujets Ottomans compromis dans les derniers événements des provinces de la Turquie d'Europe, et toutes les personnes détenues de ce fait, envoyées en exil, ou éloignées de leur pays, retourneront immédiatement en jouissance de leur liberté. | Artikel 9 Eine vollständige Amnestie wird allen osmanischen Untertanen zugesichert, die an den jüngsten Ereignissen in den europäischen Provinzen der Türkei beteiligt waren, und alle Personen, die infolgedessen verhaftet, ins Exil geschickt oder aus ihren Heimatländern entfernt wurden, werden unverzüglich im Genuss ihrer Freiheitsrechte zurückkehren. |
| ART. X. Tous les traités convenus et engagements conclus entre les deux hautes parties contractantes relativement au commerce, à la juridiction et à la position des sujets Russes en Turquie et [sic!] qui avaient été supprimés par l'état de guerre seront remis en vigueur, et les deux gouvernements seront replacés l'un vis-à-vis de l'autre pour leurs engagements et rapports commerciaux et autres dans la même situation où ils se trouvaient avant la déclaration de la guerre, le tout sauf les clauses auxquelles il serait dérogé par le présent article ou en vertu du traité de Berlin.                                            | Artikel 10 Alle abgeschlossenen Verträge und eingegangenen Verpflichtungen zwischen beiden hohen vertragsschließenden Parteien hinsichtlich des Handels, der Rechtsprechung und der Lage der russischen Untertanen in der Türkei, (und) die durch den Krieg außer Kraft gesetzt wurden, werden wieder in Kraft gesetzt, und die beiden Regierungen werden hinsichtlich ihrer Verpflichtungen und Handelsbeziehungen sowie anderer Beziehungen wieder in die gleiche Lage zurückversetzt, in der sie sich vor der Kriegserklärung befanden, alles mit Ausnahme der Bestimmungen, von denen durch diesen Artikel oder durch den Berliner Vertrag abgewichen wird.                                        |
| ART. XI. La Sublime Porte prendra des mesures efficaces pour terminer à l'amiable toutes les affaires litigieuses des sujets Russes pendantes depuis plusieurs années, dédommager ces derniers s'il y a lieu et faire exécuter sans délai les sentences rendues. | Artikel 11 Die Hohe Pforte wird wirkungsvolle Maßnahmen ergreifen, um auf freundschaftliche Weise/einvernehmlich alle Streitfälle russischer Untertanen in der Türkei zu beenden, letztere gegebenenfallss zu entschädigen und die Gerichtsurteile unverzüglich vollstrecken zu lassen |
| ART. XII. Le présent acte sera ratifié et les ratifications en seront échangées à St. Pétersbourg dans l'espace de deux semaines ou plus tôt si faire se peut. En foi de quoi, &c. LOBANOW. AL. CARATHIODORY. ALI. Fait a Constantinople le 27 Janvier (8 Fevrier.), 1879. | Artikel 12 Dieses gegenwärtige Abkommen wird ratifiziert und seine Ratifikationsurkunden werden innerhalb von zwei Wochen oder früher, wenn möglich, in St. Petersburg ausgetauscht werden. Zu Urkund dessen, etc. LOBANOW. AL. CARATHIODORY. ALI. Erstellt/unterschrieben in Konstantinopel am 27. Januar (8. Februar.), 1879. |

## Nachgeschichte
Die schon im Vertrag von San Stefano vereinbarte Kriegsentschädigung wurde im Frieden von Konstantinopel (Artikel 4) bekräftigt und die Zahlungsmodalitäten 1882 festgelegt (Abkommen zwischen der kaiserlichen Regierung Russlands und der kaiserlichen osmanischen Regierung über die Zahlungsweise der Kriegsentschädigung). Die Türkei kam den Zahlungsverpflichtungen aber nur schleppend nach, wofür Russland später Verzugszinsen berechnete, die von der Türkei nach schließlicher Zahlung des vollen Betrags abgelehnt wurden. Der Streit wurde 1910 dem Internationalen Gerichtshof vorgelegt, das 1912 entschied, dass die Türkei keine Verzugszinsen zahlen müsse, da „die russische Regierung durch ihr Versäumnis, bei der Entgegennahme von Kapitalzahlungen Zinsen zu verlangen, stillschweigend auf ihren Anspruch auf Zinsen verzichtet hatte und in der Folge daran gehindert wurde, die Frage erneut zu prüfen. Die Türkei sei daher nicht verpflichtet gewesen, die von Russland geforderten Zinsen zu zahlen.“ Der Fall gilt als Präzedenzfall im internationalen Recht.